# Acanthus hungaricus

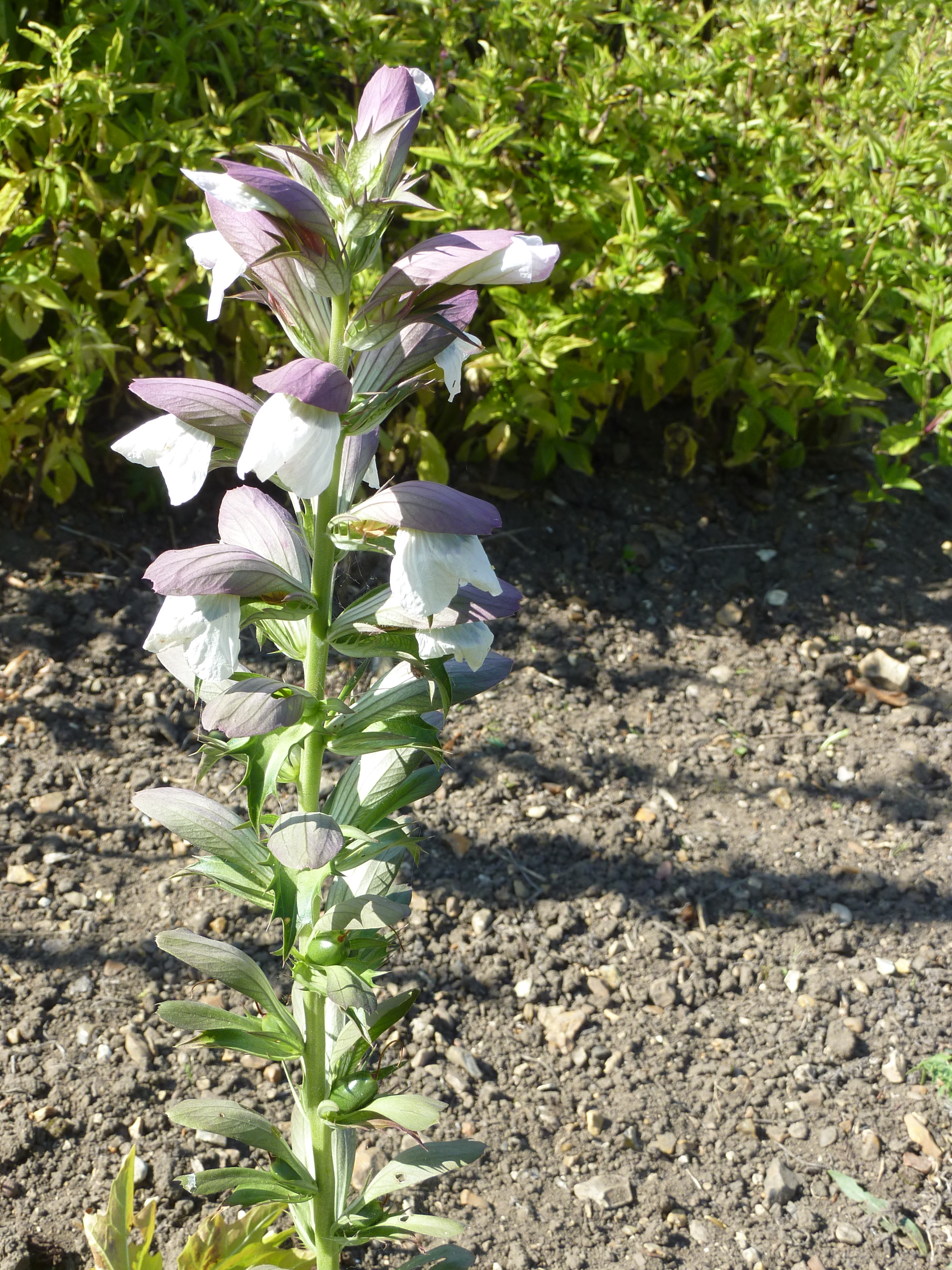
Blütenstand

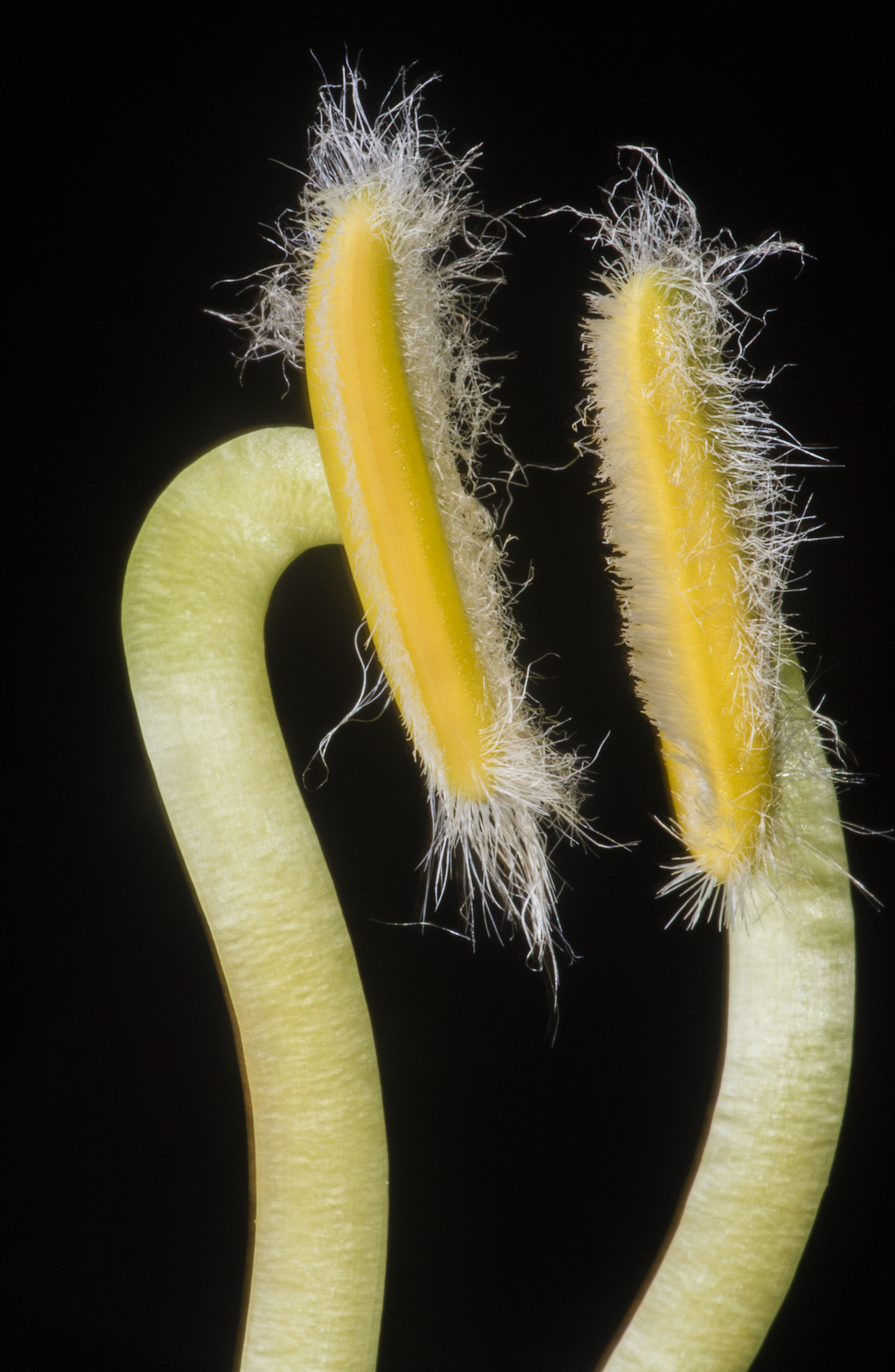
Antheren von Acanthus hungaricus

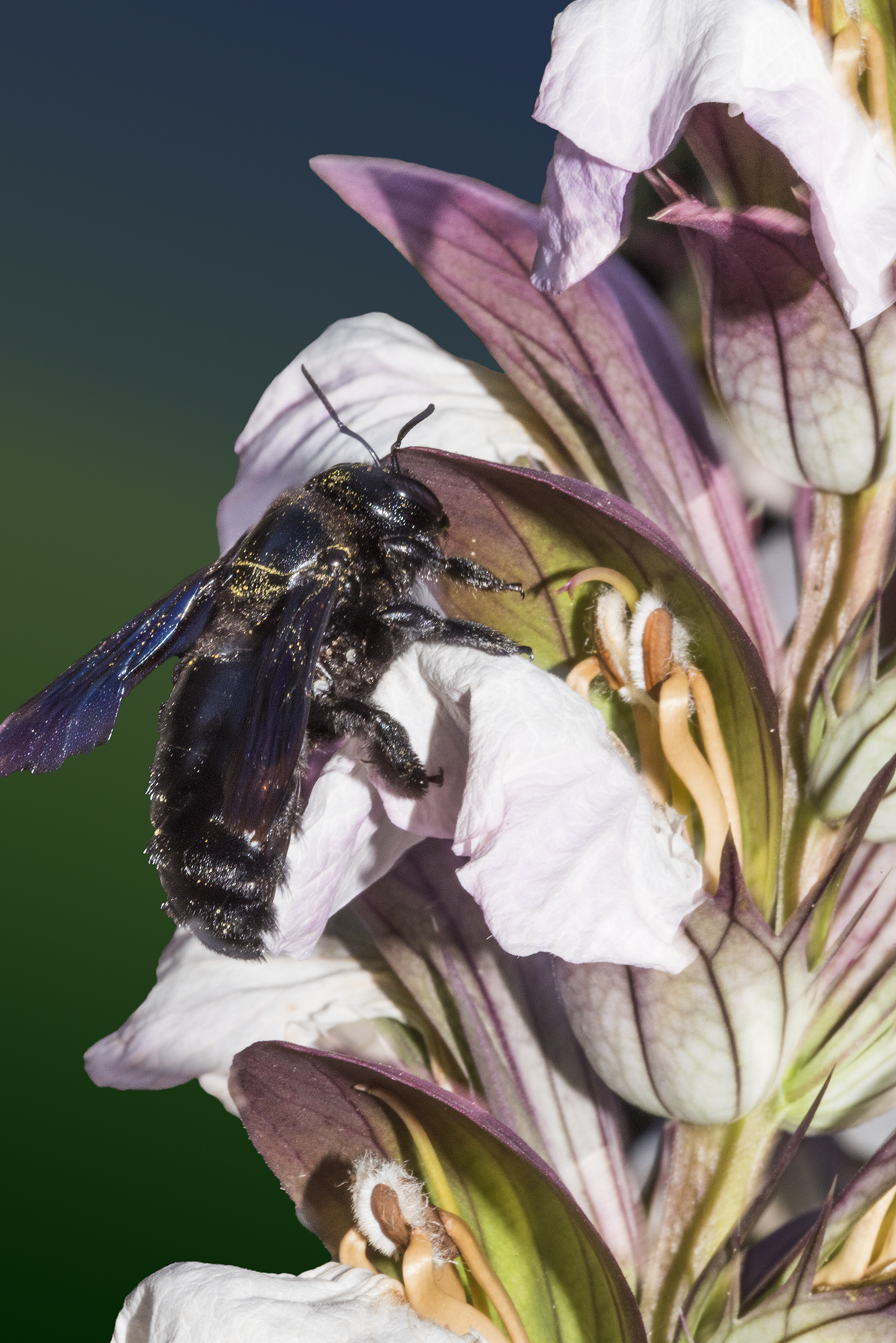
Acanthus hungaricus mit Holzbiene

Acanthus hungaricus, der Ungarische Bärenklau, auch Balkan-Bärenklau, ist mit dem bekannten Bärenklau (Heracleum ssp.) nicht verwandt, sondern gehört zur Familie der Akanthusgewächse (Acanthaceae).

## Beschreibung
Acanthus hungaricus wächst als krautige Pflanze bis etwa 1,6 Meter hoch. Die einfachen Laubblätter sind fiederteilig mit entfernt gezähnten Lappen. Die endständigen, ährigen Blütenstände erreichen eine Länge von 0,5 Meter. Die auffallend großen, weißen bis weiß-purpurnen Lippenblüten mit doppelter Blütenhülle stehen eingeklemmt zwischen zwei dornenbewehrten Deckblättern. Nur kräftige Insekten wie Hummel und vor allem die Holzbienen vermögen in die Blüte einzudringen. Die Antheren der vier Staubblätter sind länglich und dicht behaart.
Die eiförmige, zweikammerige Fruchtkapsel enthält in der Regel zwei bis vier abgeflachte, nierenförmige Samen.

## Verbreitung
Die Heimat von Acanthus hungaricus ist Südosteuropa. Sein dortiger Lebensraum sind lichte Wälder, Strauchlandschaften und steinige Hänge. Er hat ursprüngliche Vorkommen in Kroatien, Serbien, Montenegro, Albanien, Rumänien, Bulgarien, Griechenland und im europäischen Teil der Türkei.  In Mitteleuropa hat er als anspruchslose Zierpflanze Eingang in Gärten gefunden.

## Taxonomie
Acanthus hungaricus wurde 1893 von Vinczé von Borbás in Pallas Nagy Lexikona Band 1 Seite 239 als Acanthus longifolius var. hungaricus erstbeschrieben. Die Art wurde 1896 von Karl Gabriel Baenitz in Herbarium Europaeum no. 9138 (1896) als Acanthus hungaricus (Borbás) Baen. zur Art erhoben. Synonyme sind Acanthus longifolius Host nom. illeg. und Acanthus balcanicus Heywood & I.Richardson.

## Verwendung
Schon im Altertum diente die Bärenklau der schön gewundenen Stiele wegen in Lustgärten als Zierpflanze zur Einfassung der Beete (herba topiaria Plin. XXII 76). Die Acanthus-Wurzeln taten angeblich gute Dienste bei Verbrennungen und Verrenkungen; sie wurden ferner bei Zerreissungen und bei drohender Schwindsucht unter die Speisen gekocht und bei Podagra und auf entzündete Stellen warm aufgelegt. (Plin. XXII 76, Diosc. de m. m. III 17, Gal. XI 818). Die gefällige Form der zierlich ausgezackten Blätter beider Acanthus-Arten veranlasste die Künstler, dieselben in stilisierter Form häufig als Motive zu Ornamenten an allen möglichen Kunstwerken zu verwenden. (Vgl. Diod. XVIII 26f. Böttiger Griech. Vasengem. I 80). Am bekanntesten sind in dieser Beziehung die acanthi eleganter scalpti (Vitr. II 7, 4) an den schlanken Kapitellen der korinthischen und römischen Säulen. Die Blätter dienten bereits im antiken Griechenland als Vorlage für das klassische Akanthus-Ornament.